# Territoriale indeling van Mato Grosso do Sul

Mato Grosso do Sul

De Braziliaanse deelstaat Mato Grosso do Sul is ingedeeld in 4 mesoregio's, 11 microregio's en 77 gemeenten.

## Mesoregio Centro-Norte de Mato Grosso do Sul
2 microregio's, 15 gemeenten

### Microregio Alto Taquari
7 gemeenten:
Alcinópolis -
Camapuã -
Coxim -
Pedro Gomes -
Rio Verde de Mato Grosso -
São Gabriel do Oeste -
Sonora

### Microregio Campo Grande
8 gemeenten:
Bandeirantes -
Campo Grande -
Corguinho -
Jaraguari -
Rio Negro -
Rochedo -
Sidrolândia -
Terenos

## Mesoregio Leste de Mato Grosso do Sul
4 microregio's, 17 gemeenten

### Microregio Cassilândia
3 gemeenten:
Cassilândia -
Chapadão do Sul -
Costa Rica

### Microregio Nova Andradina
5 gemeenten:
Anaurilândia -
Bataguassu -
Batayporã -
Nova Andradina -
Taquarussu

### Microregio Paranaíba
4 gemeenten:
Aparecida do Taboado -
Inocência -
Paranaíba -
Selvíria

### Microregio Três Lagoas
5 gemeenten:
Água Clara -
Brasilândia -
Ribas do Rio Pardo -
Santa Rita do Pardo -
Três Lagoas

## Mesoregio Pantanal Sul Mato-Grossense
2 microregio's, 7 gemeenten

### Microregio Aquidauana
4 gemeenten:
Anastácio -
Aquidauana -
Dois Irmãos do Buriti -
Miranda

### Microregio Baixo Pantanal
3 gemeenten:
Corumbá -
Ladário -
Porto Murtinho

## Mesoregio Sudoeste de Mato Grosso do Sul
3 microregio's, 38 gemeenten

### Microregio Bodoquena
7 gemeenten:
Bela Vista -
Bodoquena -
Bonito -
Caracol -
Guia Lopes da Laguna -
Jardim -
Nioaque

### Microregio Dourados
15 gemeenten:
Amambai -
Antônio João -
Aral Moreira -
Caarapó -
Douradina -
Dourados -
Fátima do Sul -
Itaporã -
Juti -
Laguna Carapã -
Maracajú -
Nova Alvorada do Sul -
Ponta Porã -
Rio Brilhante -
Vicentina

### Microregio Iguatemi
16 gemeenten
Angélica -
Coronel Sapucaia -
Deodápolis -
Eldorado -
Glória de Dourados -
Iguatemi -
Itaquiraí -
Ivinhema -
Japorã -
Jateí -
Mundo Novo -
Naviraí -
Novo Horizonte do Sul -
Paranhos -
Sete Quedas -
Tacuru
Acre · Alagoas · Amapá · Amazonas · Bahia · Ceará · Espírito Santo · Federaal District · Goiás · Maranhão · Mato Grosso · Mato Grosso do Sul · Minas Gerais · Pará · Paraíba · Paraná · Pernambuco · Piauí · Rio de Janeiro · Rio Grande do Norte · Rio Grande do Sul · Rondônia · Roraima · Santa Catarina · São Paulo · Sergipe · Tocantins